# SOS Eisberg
Pour plus de détails, voir Fiche technique et Distribution.
SOS Eisberg est un film américano-allemand, sorti en 1933. Produit par Universal Studios, ce film de montagne, d'aventure et dramatique, en noir et blanc, a été tourné simultanément en Allemagne, en Suisse et aux États-Unis avec des acteurs en partie différents selon les versions. Il est réalisé par Arnold Fanck pour la version allemande, titrée SOS Eisberg, et par Tay Garnett pour la version en langue anglaise, titrée SOS Iceberg.

## Synopsis
Une expédition part à la recherche d'un groupe de scientifiques égaré un an auparavant.

## Fiche technique
- Réalisation : Tay Garnett (version en anglais) ; Arnold Fanck (version allemande)
- Scénario : Arnold Fanck, Edwin H. Knopf, Tom Reed et Friedrich Wolf (non crédité au générique après la prise du pouvoir par les nazis en 1933, car il était juif et un membre du Parti communiste d'Allemagne)
- Producteur : Paul Kohner
- Musique : Paul Dessau
- Photographie : Richard Angst, Hans Schneeberger
- Compagnie de production : Deutsche Universal-Film
- Distribution : Universal Studios
- Dates de sortie :
  - Allemagne 30 août 1933
  - États-Unis : 22 septembre 1933
- Durée : 
  - Troisième Reich : 90 minutes
  - États-Unis : 77 minutes (95 minutes pour la version restaurée)
- Pays : Allemagne - États-Unis
- Langue : Anglais - Allemand

## Distribution (pour les deux versions)
| Version allemande : SOS Eisberg          | Version américaine : SOS Iceberg (si différent) | Version allemande : Nom du personnage | Version américaine : Nom du personnage |
| ---------------------------------------- | ----------------------------------------------- | ------------------------------------- | -------------------------------------- |
| Gustav Diessl                            | Rod La Rocque                                   | Professor Karl Lorenz                 | Dr Carl Lawrence                       |
| Leni Riefenstahl (VF : Madeleine Larsay) |                                                 | Hella Lorenz                          | Ellen Lawrence                         |
| Sepp Rist                                |                                                 | Dr Johannes Krafft                    | Dr Johannes Brand                      |
| Ernst Udet                               |                                                 | lui-même                              | lui-même                               |
| Gibson Gowland                           |                                                 | John Dragan, chercheur américain      | John Dragan                            |
| Max Holzboer                             |                                                 | Dr Jan Matuschek, physicien           | Dr Jan Matushek                        |
| Walter Riml                              |                                                 | Fritz Kümmel                          | Fritz Kuemmel                          |
| Nakinak                                  |                                                 | le chien                              | le chien esquimau                      |

- Arthur Grosse
- Tommy Thomas
- Hans Richter (non crédité) : le radioamateur

## Lieux de tournage et de premières
- Le tournage de SOS Eisberg a eu lieu en Engadine, en Suisse, ainsi qu'aux alentours du village de Uummannaq, au Groenland.
- La première du film a eu lieu le 30 août 1933 à Berlin.

## Acteurs principaux
Dans la distribution de SOS Eisberg figure Leni Riefenstahl qui venait de coréaliser La Lumière bleue un an auparavant. Elle joue aux côtés de Gustav Diessl dans la version allemande (et de Rod La Rocque dans la version américaine). Ernst Udet, as de l'aviation lors de la Première Guerre mondiale et un des meilleurs pilotes de voltige aérienne, y tient son propre rôle.

### Article annexe
- Liste des longs métrages allemands créés sous le nazisme